# Carlos Humberto Perette
Carlos Humberto Perette (Paraná, 12 de dezembro de 1915 - 18 de junho de 1992, Buenos Aires) foi um advogado e político argentino, e também foi vice-presidente da Argentina de 1963 até 1966, durante o governo do presidente Arturo Umberto Illia.